# Tverskoï (district)
Pour les articles homonymes, voir Tverskoï.
Tverskoï (russe : Тверской) est un arrondissement du centre de Moscou, situé à l'ouest du district administratif central. 
Celui-ci s'étend de Kitaï-gorod aux gares de Biélorussie et de Saviolovo. Sa limite sud passe un ou deux pâtés de maisons au sud de la rue Tverskaïa, la limite est suit l'ancien cours de la rivière Neglinnaïa qui coule maintenant dans un tunnel sous la rue Samotechnaïa, le boulevard Tverskoï et rue Neglinnaïa.
C'est dans ce district que se trouve le siège de la Douma d'État, du Conseil de la fédération, de la mairie de Moscou, la résidence du Maire de Moscou et le quartier général de la police de la capitale.

Il contient la place du Théâtre, le quartier des affaires de la rue Tverskaïa avec la place Pouchkine, la rue Petrovka, la rue Dmitrovka et la partie occidentale de Kouznetsky Most. Il possède la plus grande concentration de théâtres, dont le théâtre Bolchoï et salle de la Maison des syndicats.